# BleySchool: Where?
BleySchool: Where? ist ein Jazzalbum von Pat Thomas, Dominic Lash und Tony Orrell. Die im Juni 2022 im Londoner Cafe Oto entstandenen Aufnahmen erschienen am 2. August 2024 auf 577 Records.

## Hintergrund
BleySchool: Where? ist nach BleySchool (2019) das zweite Album des britischen Jazzpianisten Pat Thomas, auf dem er Kompositionen aus dem Repertoire des Pianisten Paul Bley auf seine Weise interpretiert. Das Trio von Thomas ist abermals mit dem Kontrabassisten Dominic Lash und dem Schlagzeuger Tony Orrell besetzt. Als die Gruppe beschloss, ihr erstes Album in Bristol aufzunehmen, gab es keine Diskussion darüber, was sie spielen sollten, außer dass sie dabei den Prozess im Hinterkopf behalten wollten, den Paul Bley in seiner langen Karriere verwendet hatte. Dazu gehörte der Wunsch, sich nicht zu wiederholen und offen für alle Möglichkeiten zu sein, die sich durch das Spielen mit zeitlosen Melodien ergeben, indem man sie nach Belieben de- und rekonstruiert, daher die Erwähnungen von Carla Bley, Ornette Coleman und Duke Ellington.
Pat Thomas, Dominic Lash und Tony Orrell sind in Großbritannien mit der Kinderfernsehserie Play School (1964–1988) aufgewachsen und konnten bei der Suche nach einem Namen für dieses Album dem Wortspiel nicht widerstehen – „die inspirierende Figur von Paul Bley kombiniert mit dem Element des Kindlichen“.

## Titelliste
- Pat Thomas, Dominic Lash & Tony Orrell: BleySchool: Where? (577 Records)[2]

1. All the Things You Are (Jerome Kern, Oscar Hammerstein II) 7:04
2. Gesture Without Plot (Annette Peacock) / Syndrome (Carla Bley) 8:14
3. There Is No Greater Love (Isham Jones, Marty Symes) 5:33
4. Ida Lupino (Carla Bley) 16:12
5. King Korn (Carla Bley) 5:29
6. Monks Mood (Thelonious Monk) 03:34
7. Where? (Thomas, Lash, Orrell) 4:32

## Rezeption

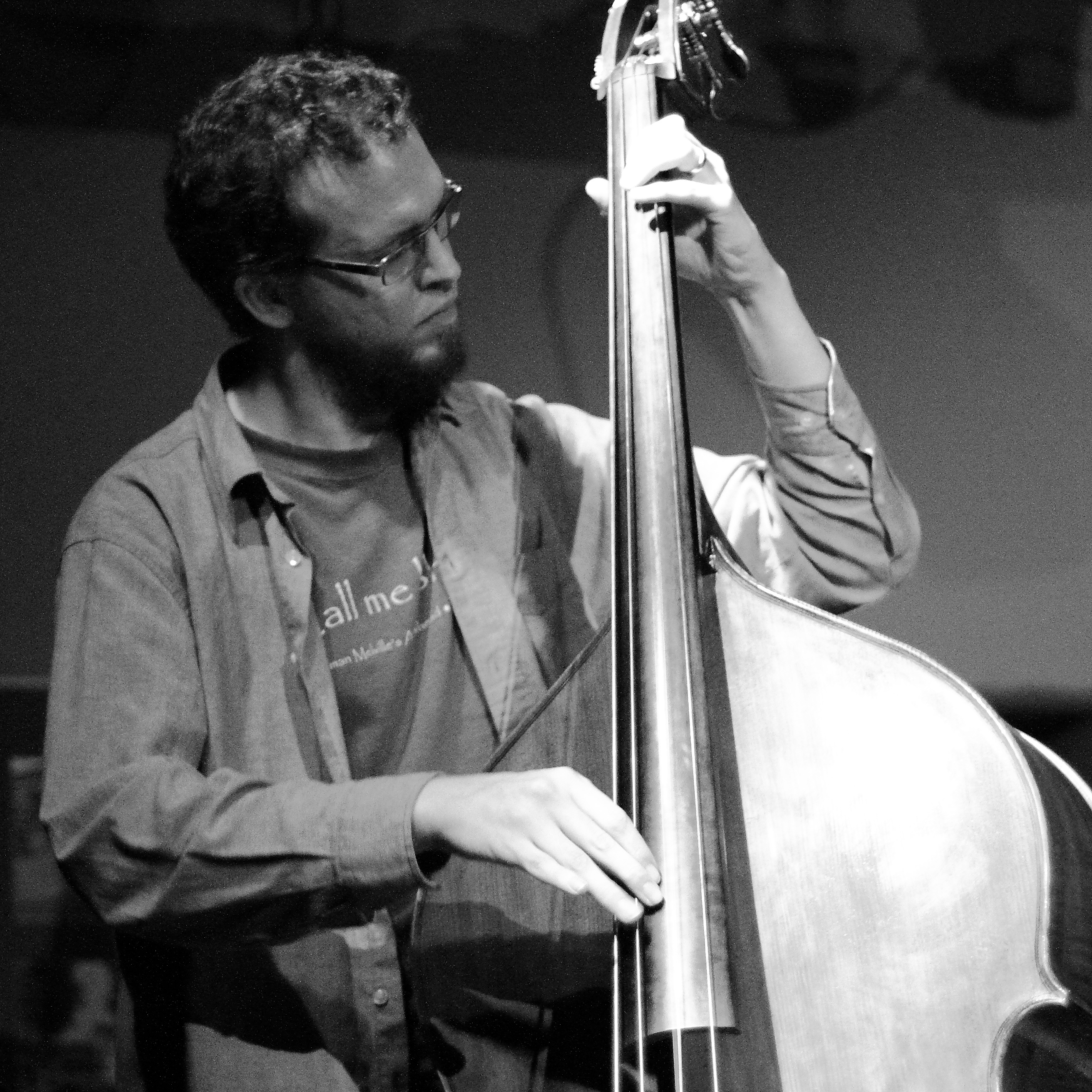
Dominic Lash beim Konzert im Club W71 2016

Thomas, Lash und Orrell würden Bleys Geist treu bleiben und immer einen frischen und zeitlosen Ansatz vorschlagen, ohne sich zu wiederholen und offen für alle Möglichkeiten zu sein, schrieb Eyal Hareuveni in Salt Peanuts. Das Trio dekonstruiere und rekonstruiere freudig das ikonische „All the Things You Are“ und wechsle dabei ständig zwischen einem eingängigen Swing und einer freien Abstraktion des Themas. Annette Peacocks „Gesture Without Plot“ werde mit Carla Bleys „Syndrome“ kombiniert und beide Stücke würden die neugierige und kompromisslose Seite von BleySchool hervorheben, indem sie diese Stücke zunächst auf ihre wesentlichen melodischen Umrisse reduzieren und sie dann als freie Improvisationen neu interpretieren. Hingegen werde der Standard „There Is No Greater Love“ als Melodie interpretiert, die auf einem üppigen Groove basiert.
Das Herzstück von BleySchool: Where? sei eine 16-minütige Interpretation von Carla Bleys rätselhaftem „Ida Lupino“, das auch schon auf BleySchool gecovert wurde. Die neue Version beginne als abstraktere Interpretation, bei der experimentelle, erweiterte Techniken zum Einsatz kämen, die das Mysterium dieses Stücks verstärken und langsam und geduldig die minimalistischen melodischen Adern dieses Stücks untersuchten. Mit Carla Bleys „King Korn“ würde das Trio diesen neugierigen Ansatz festigen und das rhythmische Muster dieses Stücks als ein völlig freies, stürmisches rekonstruieren.
Abgeschlossen wird das Album mit dem originellen, verspielten Stück „Where?“, mit dem das Trio versuchen würde, zwischen dem intellektuellen Ansatz Bleys und den eingängigen, kantigen Grooves von Thelonious Monk zu balancieren.
Nach Ansicht von John Sharpe, der das Album in All About Jazz rezensierte, würde Par Thomas endlich die Anerkennung ernten, die seine Talente verdienen, insbesondere mit dem hitzigen Quartett [Ahmed]. Thomas gehe mit dem Material typisch robust um, isoliert und wiederholt bestimmte Phrasen als Motive und stottert stockend, während er den Stoff abwechselnd dehne und komprimiere. Die meiste Zeit würde Lash einen reaktionsschnellen Kontrapunkt liefern, während Orrell eher einen klappernden Puls als einen gleichmäßigen Beat vorgibt, obwohl beide nach Belieben in den Takt ein- und ausschalten, je nachdem, wie es der Moment erfordere.